# Grekland i olympiska vinterspelen 2002
Grekland deltog i olympiska vinterspelen 2002. Greklands trupp bestod av tio idrottare varav sex var män och fyra var kvinnor. Den äldsta idrottaren i Greklands trupp var John-Andrew Kambanis (29 år, 68 dagar) och den yngsta var Katerina Balkaba (19 år, 250 dagar).

## Resultat

### Alpin skidåkning
- Super-G herrar
  - Vasilios Dimitriadis - ?
- Storslalom herrar
  - Vasilios Dimitriadis - 43
- Slalom herrar
  - Vasilios Dimitriadis - ?
- Slalom damer
  - Konstantina Koutra - 37

### Skidskytte
- 10 km herrar
  - Stavros Khristoforidis - 85
- 20 km herrar
  - Stavros Khristoforidis - 85
- 7,5 km damer
  - Despoina Vavatsi - 70
- 15 km damer
  - Despoina Vavatsi - 68

### Bob
- Två-manna
  - John-Andrew Kambanis & Ioannis Leivaditis - 31

### Längdskidåkning
- Sprint herrar
  - Lefteris Fafalis - 40
- 15 km herrar
  - Lefteris Fafalis - 65
- 10+10 km herrar
  - Lefteris Fafalis - 68 q
- Sprint damer
  - Katerina Balkaba - 57
- 5+5 km damer
  - Katerina Balkaba - 71 q

### Skeleton
- Herrar
  - Michael Voudouris - 23
- Damer
  - Cindy Ninos - 13